# Светислав Ристич
Светислав Ристич с псевдоним Цецо е югославски партизанин и деец на комунистическата съпротива във Вардарска Македония..

## Биография
Роден е на 14 април 1920 година в битолското село Лажец. Семейството му произхожда от Егейска Македония. Завършва основно училище в Битоля, а по-късно и средно земеделско училище в Неготинска Крайна. Изпратен е на практика в град Крагуевац, където се запознава с членове на Съюза на комунистическата младеж на Югославия. След една година там е изпратен в Лесковац. Включва се в партизанското движение през 1943 година, като в края на годината влиза в Църнотравския отряд. След това в началото на 1944 година в местността Църно око става партизанин в трета македонска ударна бригада. Умира на 6 май 1944 година близо до Босилеград.